# День независимости и единства
День независимости и единства (словен. Dan samostojnosti in enotnosti) — государственный праздник Словении, ежегодно отмечающийся 26 декабря. Учреждён в память об официальном оглашении результатов референдума 1990 года о независимости Словении, на котором 88,5% избирателей (94,6% голосовавших) высказались за выход страны из состава Югославии и провозглашение независимости страны.
С 1991 по 2005 годы праздник назывался просто Днём независимости, однако современное название он получил в сентябре 2005 года по инициативе Социал-демократической партии. Этот праздник не стоит путать с Днём государственности, который отмечается 25 июня в годовщину провозглашения независимости Словении.